# Brzęczek kolumbijski
Brzęczek kolumbijski (Chaetocercus astreans) – gatunek małego ptaka z rodziny kolibrów (Trochilinae) w rodzinie kolibrowatych (Trochilidae). Gatunek słabo poznany, występujący w północno-zachodniej Ameryce Południowej; według IUCN nie jest zagrożony wyginięciem.

## Zasięg występowania
Brzęczek kolumbijski występuje endemicznie w górach Sierra Nevada de Santa Marta w północnej Kolumbii.

## Taksonomia
Gatunek po raz pierwszy naukowo opisał w 1899 roku amerykański ornitolog Outram Bangs, nadając mu nazwę Acestrura astreans. Opis ukazał się w czasopiśmie „Proceedings of the New England Zoölogical Club”. Jako miejsce typowe odłowu holotypu Bangs wyznaczył „San Sebastian w Kolumbii na wysokości 6600 stóp”. Holotypem był dorosły samiec (numer katalogowy: 6840) z kolekcji Edwarda i Outrama Bangsów, upolowany 16 lipca 1899 roku przez W.W. Browna Jr.
Czasami umieszczany w rodzaju Acestrura wraz z C. mulsant, C. bombus, C. heliodor i C. berlepschi, ale brak dowodów morfologicznych uzasadniających oddzielenie tych taksonów od C. jourdanii. Najprawdopodobniej blisko spokrewniony z C. heliodor. Gatunek monotypowy.

### Etymologia
- Chaetocercus: gr. χαιτη khaitē „długie, faliste włosy”; κερκος kerkos „ogon”[11].
- astreans: łac. astreans, astreantis „lśniący jak gwiazda”, od astrum, astri „gwiazda”, od gr. αστρον astron „gwiazda”[12].

## Morfologia
Długość ciała około 7 cm. Samiec posiada prosty czarny dziób. Głowa koloru lśniąco zielonego, reszta górnych części ciała lśniąco niebieskawa; kryza rudawa, wydłużona, tworzy pęki uszne, pierś szara, z białą plamką na bokach (występuje również u samicy). Ogon rozwidlony, sterówki środkowe szczątkowe, zaś zewnętrzne wydłużone i ostre na końcu. Upierzenie samca poza okresem godowym nieznane; przypuszczalnie wygląda podobnie do C. heliodor, z bladym gardłem. U samicy górne części ciała brązowo-zielone zaś dolne blado cynamonowo-rdzawe. Ogon zaokrąglony, koloru cynamonowego z czarnym paskiem na środku, sterówki środkowe zielone. Ptaki młodociane przypominają dorosłą samicę.

## Ekologia
Brzęczek kolumbijski zamieszkuje krawędzie górskich lasów, tereny lesiste i zacienione miejsca na plantacjach kawy, czasami w sub-páramo, na wysokości od 825 do 2000 m n.p.m.
Prawdopodobnie pieśń składa się z regularnie powtarzanej pojedynczej, modulowanej nuty; podczas spożywania pokarmu i zwisu wydają serię pojedynczych płynnych nut „tsit” lub podwójnych „ti-tsit”. Skrzydła podczas unoszenia się wydają niski, buczący dźwięk przypominający pszczołę.
Brzęczek kolumbijski żywi się nektarem i owadami; nie obserwowano go żerującego na żadnych konkretnych roślinach, ale przypuszczalnie odwiedza te same kwiaty, co blisko spokrewnione gatunki, takie jak kwitnące drzewa Inga i podobne; strategia polowania podobna do strategii stosowanej przez brzęczka białobrzuchego.
Nie ma żadnych informacji na temat okresu godowego, rozmnażania oraz wychowu młodych.

## Status i ochrona
W Czerwonej księdze gatunków zagrożonych Międzynarodowej Unii Ochrony Przyrody został zaliczony do kategorii LC (ang. Least Concern – „najmniejszej troski”). Gatunek ten nie jest globalnie zagrożony. Wymieniony w II załączniku CITES. Gatunek o ograniczonym zasięgu: obecny jedynie w górach Sierra Nevada de Santa Marta; lokalnie pospolity. Nie odnotowano bezpośrednich zagrożeń, choć część jego siedlisk jest zagrożona wylesianiem; niemniej jednak ptak ten łatwo adaptuje się w siedliskach stworzonych przez człowieka, takich jak plantacje kawy.